# Brunt-Schelfeis
Koordinaten: 75° 18′ 18″ S, 23° 53′ 1,3″ W

Die Karte zeigt Brunt Ice Shelf nördlich der Caird Coast

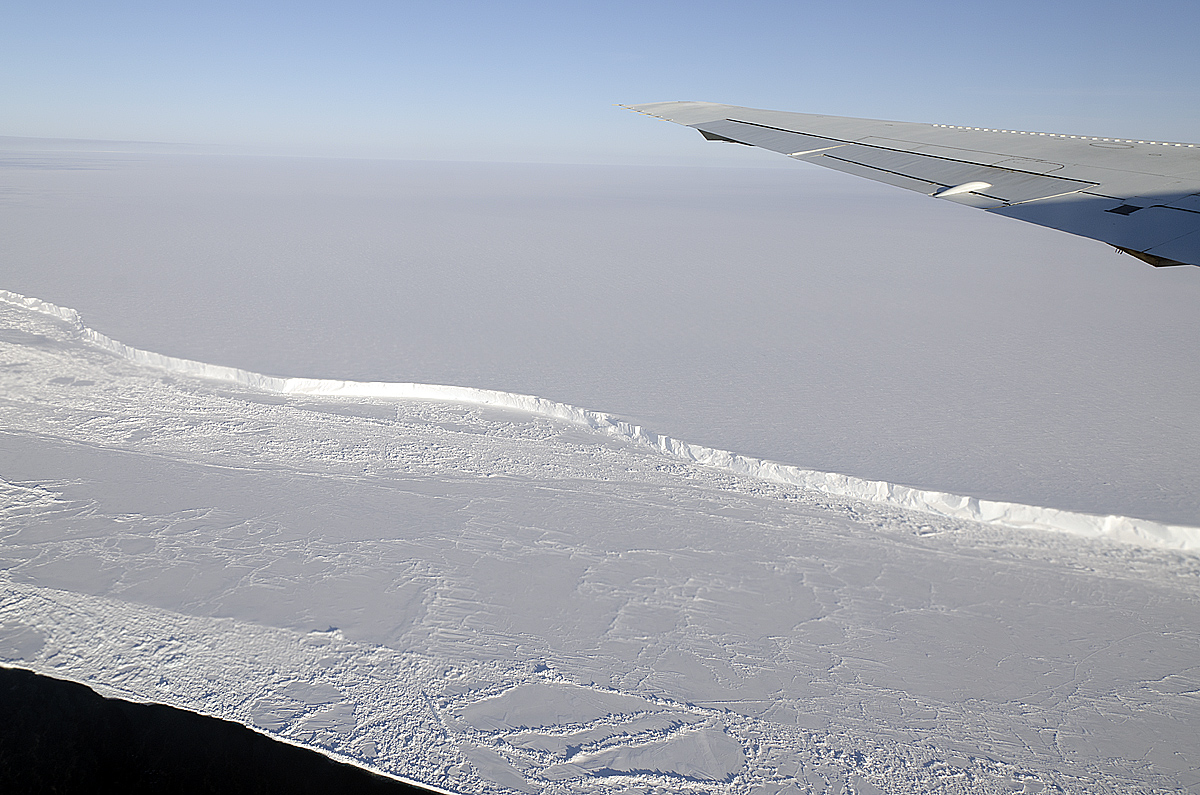
Brunt-Schelfeis (2011)

Das Brunt-Schelfeis ist ein Schelfeis an der Caird-Küste des ostantarktischen Coatslands. Im östlichen Weddell-Meer liegt es zwischen dem Dawson-Lambton-Gletscher und der Zunge des Stancomb-Wills-Gletschers. Seine Abbruchkante ist gesondert als Brunt-Eisfront benannt. Seine Flächenausdehnung beträgt 6.500 km².
Entdeckt wurde das Schelfeis im März 1904 bei der Scottish National Antarctic Expedition (1902–1904) unter der Leitung von William Speirs Bruce. Auch die Teilnehmer der Endurance-Expedition (1914–1917) des britischen Polarforschers Ernest Shackleton sichteten es im Januar 1915. Das Schelfeis war Standort des Basislagers der Royal Society Expedition (1955–1959), das anschließend als Halley-Station weitergeführt wurde und heute der British Antarctic Survey unterhält. Das UK Antarctic Place-Names Committee benannte das Schelfeis 1960 nach dem britischen Meteorologen David Brunt (1886–1965), der 1955 verantwortlich war für die Initiation der Royal Society Expedition.
Im Februar 2021 löste sich ein 1270 km² großer Tafeleisberg mit dem Namen A74 vom Rest des Schelfeises. Dies war das Ergebnis einer etwa zehn Jahre dauernden Rissbildung, die sich von den McDonald Ice Rumples bis nahe der Stancomb-Wills-Gletscherzunge erstreckte.
Im Januar 2023 löste sich ein 1550 km² großer Eisberg mit dem Namen A81 an dem Riss Chasm-1 vom Brunt-Schelfeis. Im Mai 2024 löste sich ein 380 km² großer Eisberg.